# Club Sol de América (Formosa)
El Club Sol de América es una entidad polideportiva de la ciudad de Formosa, Argentina, que se destaca en el fútbol. Actualmente milita en el Torneo Federal A.
Su clásico rival es el Club Sportivo, Social y Cultural Chacra 8, con el que animan el "Clásico del Barrio San Miguel", por pertenecer ambas entidades al citado barrio. Por otro lado y debido a sus participaciones en campeonatos argentinos de ascenso, Sol de América entabló rivalidades con los clubes San Martín y Sportivo Patria, siendo considerados estos duelos como los "Clásicos Formoseños". Esta rivalidad se engrandece debido a que los tres equipos son encasillados dentro del grupo de "los 4 grandes de Formosa", debido a sus logros deportivos y popularidad, junto al Club Atlético 1.º de Mayo.

## Historia

### Inicios
Fue fundado el 5 de enero de 1947 por Guillermo Barreto, emulando el nombre al club Sol de América de la Primera División de Paraguay. Contaba con solo 26 años cuando en compañía de caracterizados vecinos de la Chacra 8, decidieron fundar esta prestigiosa entidad del barrio San Miguel.
Gracias a su empeñosa labor consiguió el predio ubicado en Arenales 250, lugar donde funcionó la sede de Sol de América desde 1949 a 1957 y de su propio peculio adquirió el primer juego de camiseta para el equipo de fútbol.
Una vez afiliado a la Liga Formoseña de Fútbol de Futbol comenzó a competir en la categoría "B" logrando el título en el año 1955.

### Torneo del Interior
Su primera participación en un campeonato de la Asociación de Fútbol Argentino tuvo lugar el 10 de enero de 1988 en el Torneo del Interior con victoria por 3 a 1 sobre 8 de diciembre de Laguna Blanca. En aquella temporada, logró superar la primera fase junto a Sarmiento de Resistencia, pero no pudo superar la segunda fase donde quedó último en el triangular con el conjunto chaqueño y Boca Unidos. Volvió a participar para la siguiente temporada pero quedó eliminado rápidamente.

### Retorno y primer ascenso
Tras 16 años ausente, volvió a participar del Torneo del Interior. Pero, a diferencia del certamen de los años 80 que correspondía a la tercera categoría del fútbol argentino, este correspondía a la quinta categoría y obtuvo resultados diferentes. En la temporada de 2006, superó la Primera Fase con el 2° lugar de su grupo. En la disputa por uno de los 3 ascensos, eliminó a San Jorge de Las Breñas, Chacra 8 de Formosa, Victoria de Curuzú Cuatiá, Huracán de Posadas, y en la final venció a Tiro Federal de Monteros por 3 a 2 en el global obteniendo así su primer título nacional y ascenso al Argentino B. Fue en este torneo donde recibió el apodo de "Guerrero" tras haber logrado el ascenso sin perder un solo encuentro de visitante.

### Paso por el Argentino B y primer descenso
Tras el ascenso obtenido, accedió automáticamente a las semifinales del Torneo Argentino B 2005-06 en donde enfrentó a Alumni de Villa María. Tras empatar en el encuentro de ida, fue goleado en el de vuelta quedando fuera de la final. 
Las siguientes temporadas no fueron mejores: en 2007 no pudo pasar la primera fase; en 2008 salió último en su grupo pero debido a su puntaje tuvo la oportunidad de disputar la promoción para defender la categoría ante el Sportivo Atlético Club, luego de caer por 2 a 1 en Las Parejas logró vencer por 1 a 0 en Formosa y mantuvo la categoría; en 2009 volvió a salir último pero debido a su puntaje perdió la categoría directamente.

### Del Torneo del Interior al Federal A
Tras el descenso, volvió a disputar el Torneo del Interior sin lograr sobresalir. Sin embargo, fue invitado por el Consejo Federal para participar de la temporada 2012/13 del Argentino B.
Luego de una temporada donde no pudo pasar la primera fase, en la temporada 2013/14 consiguió superar la primera fase saliendo 1° en su grupo, y la segunda fase saliendo segundo en su grupo. Sin embargo, queda eliminado en la tercera fase a manos de Unión Aconquija.
A pesar de ello, el fútbol argentino entra en una etapa de transición para el segundo semestre de 2014 y con ello el Consejo Federal decide invitar a los mejores equipos de cada provincia al nuevo Torneo Federal A (reemplazante del Argentino A) quedando incluido en la invitación.

### Paso por el Federal A y segundo descenso
En su primera participación del Torneo Federal A, Sol de América no logró obtener el ascenso directo de su grupo ni logró acceder a disputar los 2 ascensos que restaban.
En 2015, logró superar la primera fase saliendo primero en su grupo y consiguiendo su mejor marcador en la categoría al vencer a Textil Mandiyú por 6 a 0. Sin embargo, no logró obtener el primer ascenso en el tetradecagonal, y quedó eliminado en la tercera fase de la reválida al caer en Villa Krause y empatar en Formosa con Unión.
En 2016, vuelve a superar la primera fase primero en su grupo pero quedó eliminado en la segunda fase al caer en General Pico y empatar en Formosa con Ferro Carril Oeste.
La suerte no mejoró para la temporada 2016/17 y no logró superar la primera fase. En la reválida, su desempeño no varió comparado con el de la fase anterior y no sólo quedó fuera de la pelea por el 2° ascenso, sino que terminó último en la tabla de promedios de su grupo y perdió la categoría.

### Federal B y Regional Federal Amateur
Participó de la última edición del Federal B, donde superó la primera fase al terminar segundo en su grupo, luego superó la segunda fase al vencer en los penales a Dep. Madariaga, pero no logró superar la tercera fase donde cayó en los penales ante San Martín de Formosa.
A pesar de la eliminación del Federal B, el conjunto mantuvo la categoría para el nuevo Torneo Regional Federal Amateur. En su primera edición, superó la etapa clasificatoria al terminar 1° en su grupo, mientras que en la etapa eliminatoria logró avanzar eliminando a Atl. Falucho, Dep. Fontana y Resistencia Central, pero cayó en la última fase en los penales con Guaraní Antonio Franco tras igualar en ambos partidos, quedando fuera de la final por el ascenso.

### Años 2020
En el torneo de 2020, había logrado superar la primera ronda al entrar entre los mejores segundos de la Región Litoral Norte, sin embargo, no pudo disputarla debido a la suspensión de los torneos por la pandemia de coronavirus. Debido a su carácter de transición, el conjunto optó por renunciar a participar de la edición programada para enero de 2021.
En la temporada 2021-22, Sol se reintegró al Torneo Regional Federal Amateur, donde disputó la Zona Regional Litoral Norte. Ya en primera fase, Los Guerreros enfrentaron a Estudiantes de Resistencia, empatando 0-0 en la ida jugada en Resistencia y goleando 4-0 en la vuelta jugada en Formosa.
En la segunda ronda, Sol de América enfrentó a Primero de Mayo, en un duelo de "grandes" formoseños. En la ida, jugada en la Fortaleza de Sol de América, los locales se impusieron por 2-0, mientras que la vuelta jugada en el Estadio Antonio Romero fue nuevamente victoria de Sol por la mínima diferencia.
En la tercera rueda, Sol cruzó su camino con el Club Social y Deportivo Fontana, representante de la Liga Chaqueña de Fútbol. En la ida jugada en Fontana, los locales lograron imponerse por 2-1. Sin embargo, Sol de América se repondría del traspié y se llevaría la llave tras imponerse en la vuelta por 4-1.
Finalmente, "Los Guerreros" terminaron accediendo a la gran final por el ascenso al Torneo Federal A, frente al Club Deportivo Guaraní Antonio Franco. Sin embargo, las cosas no saldrían como se esperaban para el elenco formoseño, ya que tras haber empatado de locales 0-0, la victoria de Guaraní en condición de local por 1-0, terminó echando por tierra las aspiraciones del conjunto "Solense", que pese a esta derrota, recibió membresía para disputar la temporada siguiente del TRFA, sin necesidad de jugar clasificatorias.

## Estadio
El club consiguió terminar de construir su estadio en el año 2015 con la ayuda del gobierno de la provincia. y cuyo nombre todavía no ha sido definido.

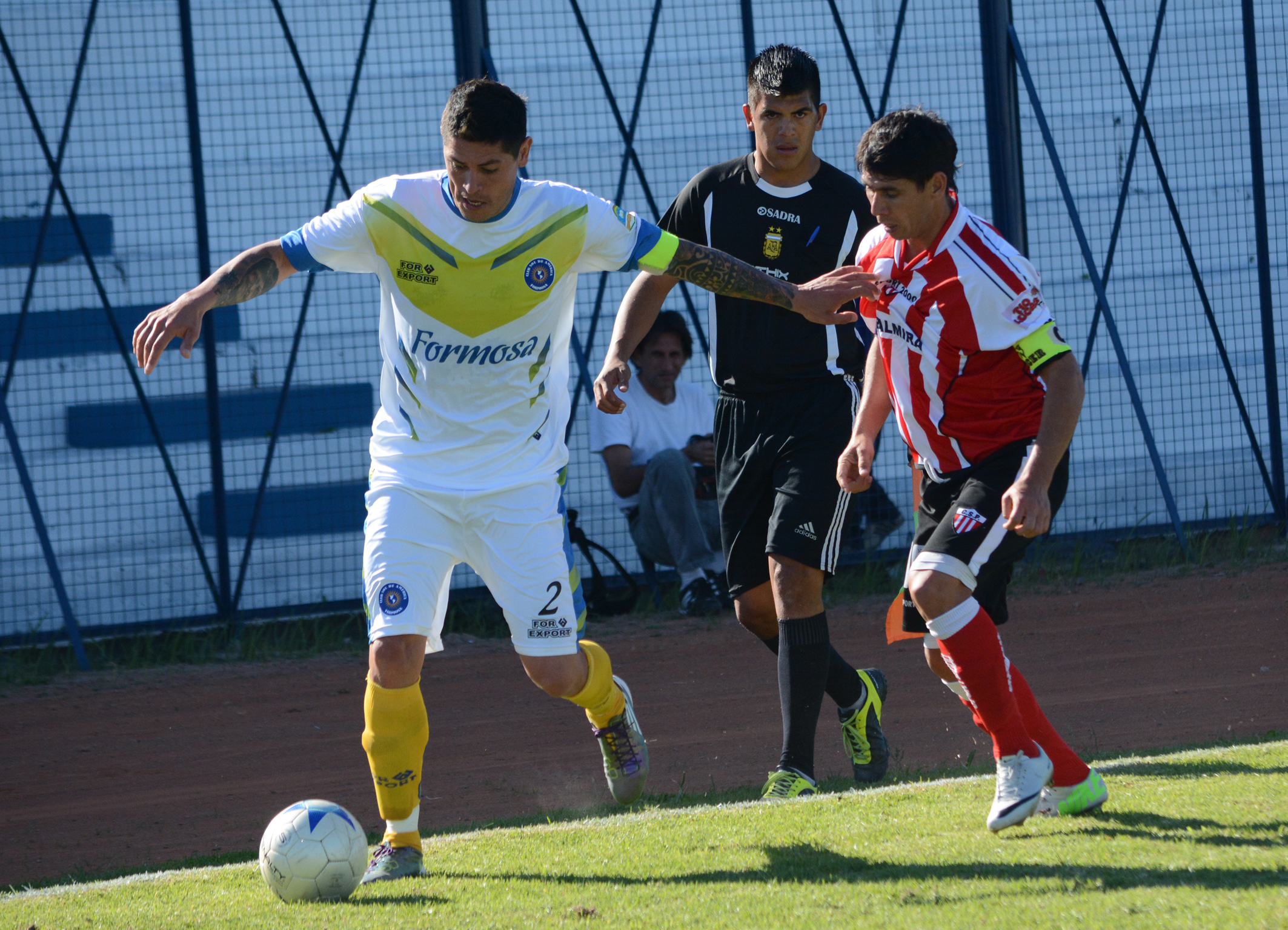
Sol de América en un encuentro frente al Sportivo Patria, en el año 2013.

## Logotipo
El Club Sol de América posee un logotipo identificatorio, utilizado como distintivo de la entidad. El mismo se constituye de un círculo color azul, en cuyo centro se ubica la figura de un globo terráqueo también de color azul, exhibiendo sobre su cara la figura del mapa del continente americano en color blanco. Al globo terráqueo lo circundan 20 triángulos de color amarillo oro, emulando rayos solares, mientras que al conjunto del globo terráqueo y los rayos solares, lo circunda la frase "Club Sol de América" en la parte superior, y la palabra "Formosa" en la inferior. Completa el gráfico, un borde blanco que rodea todo el logotipo, alrededor del círculo mayor.

## Jugadores

### Mercado de pases

#### Altas 2023
| Verano         |         |                            |        |  |  |  |
| Alexis Escalzo | Arquero | Sansinena de General Cerri | Libre. |  |  |  |
| Bandera de ?   |         | Bandera de ?               |        |  |  |  |
|                |         |                            |        |  |  |  |
| Invierno       |         |                            |        |  |  |  |
| Bandera de ?   |         | Bandera de ?               |        |  |  |  |

#### Bajas 2023
| Verano       |  |              |  |  |  |  |
| Bandera de ? |  | Bandera de ? |  |  |  |  |
|              |  |              |  |  |  |  |
| Invierno     |  |              |  |  |  |  |
| Bandera de ? |  | Bandera de ? |  |  |  |  |

## Datos del club

### Participaciones en competiciones deAFAyCFFA
- Participaciones en Tercera Categoría: 6
  - Temporadas en Torneo del Interior: 2 (1987/88, 1988/89)
  - Temporadas en Torneo Federal A: 5 (2014, 2015, 2016, 2016/17, 2023)

- Participaciones en Cuarta Categoría: 9
  - Temporadas en Torneo Argentino B: 6 (2005/06, 2006/07, 2007/08, 2008/09, 2012/13, 2013/14)
  - Temporadas en Torneo Federal B: 1 (2017)
  - Temporadas en Torneo Regional Federal Amateur: 5 (2019, 2020, 2020/21, 2021/22, 2022/23)

- Participaciones en Quinta Categoría: 3
  - Temporadas en Torneo del Interior: 3 (2006, 2010, 2012)

#### Cronología
| \| Competencia \| Detalles \| Posición \| \| ------------------------------------ \| -------------------------------------------------------- \| ----------------------------------- \| \| Torneo del Interior 1987-88 \| Grupo A (Zonal Noroeste - Región Litoral - Segunda Fase) \| 3° \| \| Torneo del Interior 1988-89 \| Grupo A (Región Litoral) \| 4° \| \| Torneo del Interior 2006 \| Campeón \| Campeón \| \| Torneo Argentino B 2005-06 \| Semifinal \| Semifinal \| \| Torneo Argentino B 2006-07 \| Primera Fase \| 5° (Apertura) 4°(Clausura) \| \| Torneo Argentino B 2007-08 \| Primera Fase \| 8° \| \| Torneo Argentino B 2008-09 \| Primera Fase \| 6° \| \| Torneo del Interior 2010 \| Segunda Eliminatoria (Segunda Fase) \| Segunda Eliminatoria (Segunda Fase) \| \| Torneo del Interior 2012 \| Dieciseisavos de final \| Dieciseisavos de final \| \| Torneo Argentino B 2012-13 \| Primera Fase \| 6° \| \| Torneo Argentino B 2013-14 \| Tercera Fase \| Tercera Fase \| \| Torneo Federal A 2014 \| Primera Fase \| 6° \| \| Torneo Federal A 2015 \| Tetradecagonal \| 10° \| \| Torneo Federal A 2015 \| Tercera Fase \| \| \| Torneo Federal A 2016 \| Segunda Fase \| Segunda Fase \| \| Torneo Federal A 2016-17 \| Primera etapa (Revalida) \| 4° \| \| Torneo Federal B 2017 \| Tercera Fase \| Tercera Fase \| \| Torneo Regional Federal Amateur 2019 \| Finalista (Región Litoral Norte) \| Finalista (Región Litoral Norte) \| \| Torneo Regional Federal Amateur 2021 \| Subcampeon \| Subcampeon \| \| Torneo Regional Federal Amateur 2022 \| Campeón \| Campeón \| |                                                          |                                     |
| Competencia | Detalles                                                 | Posición                            |
| Torneo del Interior 1987-88 | Grupo A (Zonal Noroeste - Región Litoral - Segunda Fase) | 3°                                  |
| Torneo del Interior 1988-89 | Grupo A (Región Litoral)                                 | 4°                                  |
| Torneo del Interior 2006 | Campeón                                                  | Campeón                             |
| Torneo Argentino B 2005-06 | Semifinal                                                | Semifinal                           |
| Torneo Argentino B 2006-07 | Primera Fase                                             | 5° (Apertura) 4°(Clausura)          |
| Torneo Argentino B 2007-08 | Primera Fase                                             | 8°                                  |
| Torneo Argentino B 2008-09 | Primera Fase                                             | 6°                                  |
| Torneo del Interior 2010 | Segunda Eliminatoria (Segunda Fase)                      | Segunda Eliminatoria (Segunda Fase) |
| Torneo del Interior 2012 | Dieciseisavos de final                                   | Dieciseisavos de final              |
| Torneo Argentino B 2012-13 | Primera Fase                                             | 6°                                  |
| Torneo Argentino B 2013-14 | Tercera Fase                                             | Tercera Fase                        |
| Torneo Federal A 2014 | Primera Fase                                             | 6°                                  |
| Torneo Federal A 2015 | Tetradecagonal                                           | 10°                                 |
| Torneo Federal A 2015 | Tercera Fase                                             |                                     |
| Torneo Federal A 2016 | Segunda Fase                                             | Segunda Fase                        |
| Torneo Federal A 2016-17 | Primera etapa (Revalida)                                 | 4°                                  |
| Torneo Federal B 2017 | Tercera Fase                                             | Tercera Fase                        |
| Torneo Regional Federal Amateur 2019 | Finalista (Región Litoral Norte)                         | Finalista (Región Litoral Norte)    |
| Torneo Regional Federal Amateur 2021 | Subcampeon                                               | Subcampeon                          |
| Torneo Regional Federal Amateur 2022 | Campeón                                                  | Campeón                             |

     Campeón.
    Subcampeón.
    Tercer Lugar.
     Ascenso.
     Descenso.

### Participaciones encopas nacionales
- Participaciones en Copa Argentina: 4
  - Copa Argentina 2012-13: Fase Preliminar
  - Copa Argentina 2013-14: Fase Preliminar Regional III
  - Copa Argentina 2014-15: 32vos. de Final
  - Copa Argentina 2017-18: Fase Preliminar Regional II

## Palmarés
| Torneos Nacionales                         | Torneos Nacionales                                    |
| Competición                                | Títulos                                               |
| Cuarta División (1)                        | Cuarta División (1)                                   |
| ------------------------------------------ | ----------------------------------------------------- |
| Torneo Regional Federal Amateur (1)        | 2022-23.                                              |
| Quinta División (1)                        |                                                       |
| Torneo del Interior (1)                    | 2006                                                  |
|                                            |                                                       |
| Torneos Regionales                         |                                                       |
| Competición                                | Títulos                                               |
| Torneo Federativo de Clubes de Formosa (3) | 2005, 2006, 2011.                                     |
| Liga Formoseña de Futbol - Primera A (9)   | 1957, 1960, 1962, 1963, 1965, 1974, 1987, 2012, 2014. |
| Liga Formoseña de Futbol - Primera B (9)   | 1955, 1991, 2004.                                     |